# Cyrtochloa toppingii
Cyrtochloa toppingii là một loài thực vật có hoa trong họ Hòa thảo. Loài này được (Gamble) J.Dransf. mô tả khoa học đầu tiên năm 1998.